# Vinh Di công
Vinh Di công (giản thể: 荣夷公; phồn thể: 榮夷公) là thụy hiệu của một vị quân chủ nước Vinh sống vào thời Chu Lệ Vương, ông là vị đại thần kề cận rất được thiên tử sủng ái.
Theo sử sách thì chế độ độc quyền thời đó chính là do Vinh Di công soạn thảo và được nhà vua phê duyệt, ông đưa ra chính sách không cho dân chúng kiếm nguồn lợi từ thiên nhiên mà tất cả những cái đó đều do quan lại hoặc tầng lớp quý tộc quản lý. Nhân dân đi làm bất cứ việc gì đều bị đánh thuế rất nặng nên ca thán đủ điều, các đại thần can gián Chu Lệ Vương nhưng nhà vua không nghe. Vinh Di công bèn phái thuộc hạ đi khắp kinh thành trà trộn trong nhân gian, hễ nghe ai phàn nàn gì lập tức bắt trói ngay, từ đó về sau thiên hạ không ai còn dám nói gì nữa mà ra đường chỉ lấy tay ra hiệu cho nhau mà thôi. Vinh Di công hí hửng khoe với thiên tử là đã trị được bọn dân đen rồi khiến nhà vua rất hài lòng, Chu Định công và Triệu công Hổ hết lời khuyên can nhưng nhà vua vẫn bỏ ngoài tai.
Không lâu sau, người dân không chịu nổi áp bức đã vùng lên cầm vũ khí xông thẳng vào kinh thành, sử gọi là Quốc nhân bạo động (國人暴動). Chu Lệ Vương hốt hoảng cùng Vinh Di công vượt Hoàng Hà bỏ chạy sang đất Trệ, nhà vua ở đó 14 năm thì chết còn Vinh Di công số phận thế nào thì không thấy thư tịch nào đề cập đến.